# Hahnia zodarioides
Hahnia zodarioides là một loài nhện trong họ Hahniidae.
Loài này thuộc chi Hahnia. Hahnia zodarioides được Eugène Simon miêu tả năm 1898.